# Apache Continuum
Pour les articles homonymes, voir Continuum.
 (juin 2013).
Si vous disposez d'ouvrages ou d'articles de référence ou si vous connaissez des sites web de qualité traitant du thème abordé ici, merci de compléter l'article en donnant les références utiles à sa vérifiabilité et en les liant à la section « Notes et références ».
Apache Continuum est un logiciel pour le travail d'équipe de développement de logiciels en intégration continue. Il a été lancé par la Fondation Apache et peut fonctionner en mode autonome (en utilisant le conteneur léger Jetty) ou déployé comme application Web dans un conteneur de servlets comme Apache Tomcat. En l'absence d'évolution, le projet a été abandonné officiellement le 18 mai 2016.

## Fonctionnalités
Continuum comporte les fonctionnalités suivantes :
- support d'outils de construction (build) : Maven 1, Maven2, Ant et script shell ;
- support de systèmes de gestion de versions : CVS, Git, Subversion, ClearCase, Perforce, Starteam, Visual Source Safe, CM Synergy, Bazaar, Mercurial ;
- type de construction : manuel, programmé, déclenché par une requête XML-RPC ;
- modèle de construction : l'utilisateur peut définir ses propres constructions sur chaque projet ;
- notification de résultat de la construction : sur succès, échec, avertissement et/ou erreur par courriel, Jabber et Google Talk, MSN, IRC, déploiement de rapport par Maven Wagon ;
- construction en parallèle grâce à la gestion de plusieurs files de construction ;
- construction en mode distribué grâce à des agents de construction.